# 375. strelska divizija (ZSSR)
375. strelska divizija (izvirno rusko 375. стрелковая дивизия; kratica 375. SD) je bila strelska divizija Rdeče armade v času druge svetovne vojne.

## Zgodovina
Divizija je bila ustanovljena avgusta 1941 v Kamjšlovu.